# Rutilus heckelii
Rutilus heckelii е вид лъчеперка от семейство Шаранови (Cyprinidae). Видът не е застрашен от изчезване.

## Разпространение и местообитание
Разпространен е в България, Гърция, Молдова, Румъния, Русия, Турция и Украйна.
Обитава крайбрежията на сладководни и полусолени басейни, морета, лагуни, реки и потоци.

## Описание
На дължина достигат до 43 cm.